# Encyclopedie van Noord-Brabant
De Encyclopedie van Noord-Brabant is een Nederlandstalige encyclopedie in vier delen over de provincie Noord-Brabant, uitgegeven in 1985 door Market Books bv uit Baarn, onder eindredactie van Anton van Oirschot.
Het idee voor een Encyclopedie van Noord-Brabant werd geboren in het provinciehuis in 's-Hertogenbosch in een gesprek met uitgever M.A. van Seijen. Hij had in 1975 al de Encyclopedie van het hedendaags Friesland uitbracht als vervolg op de Encyclopedie van Friesland uit 1958. Toen schrijver en brabantkenner Anton van Oirschot werd gevraagd voor de eindredactie, verzekerde hij zich van de redactionele medewerking van drs. A.C. Jansen en mw. L.S.A. Koesen. Naast de medewerking van vele anderen werd een commissie van advies samengesteld van diverse Brabantse deskundigen.
Van Oirschot schreef de encyclopedie in Kasteel Nemerlaer waar hij ook woonde.
De encyclopedie bevat zeer uiteenlopende onderwerpen die op de een of andere manier met Noord-Brabant te maken hebben.

## Delen
- Deel 1 bevat A t/m F (ISBN 90 6593 061 2)
- Deel 2 bevat G t/m L (ISBN 90 6593 062 0)
- Deel 3 bevat M t/m R (ISBN 90 6593 063 9)
- Deel 4 bevat S t/m Z (ISBN 90 6593 064 7)